# 戒長寺
戒長寺（かいちょうじ）は、奈良県宇陀市榛原戒場にある真言宗御室派の寺院である。山号は戒場山（かいばさん）。境内に大イチョウがあり11月中頃から12月初旬頃に、紅葉した葉が落葉し境内を黄色に染めることで知られている。

## 概要

### 歴史
境内は、大和富士と呼ばれる額井岳（816メートル）の東、戒場山（737.6メートル）の中腹の高台に位置する。寺の創立や沿革は明らかでないが、春日大社文書中の仁治元年（1240年）の年記のある「関東下知状案」に「戒場寺」と見えるのが文献上の初見とされる。寺伝では、用明天皇の勅願により聖徳太子が建立し、後に空海（弘法大師）が伽藍を整備したと伝わるが、裏付ける文献等は発見されておらず、信憑性に乏しい。しかし、現状の本堂の規模に対し所蔵する仏像数が多いこと、仏像の製作年や銅鐘の鋳造年代等を考慮すると、平安時代後期には寺勢が盛んであったと考えられる。また、現在の戒長寺境内眼下に広がる戒場集落内に遺跡が発見されており、そこがかつての戒長寺跡と推定されている。同遺跡は榛原町教育委員会（当時）によって1991年（平成3年）10月23日から同年12月6日にかけて発掘調査が行われ、「戒場遺跡」と名付けられた。そこから12世紀頃の建築物遺構等が確認されており、確認された柱穴は直径40～80cm、その内の一つの建築物遺構の規模は、東西2間、南北2間（東西約440cm、 南北440cm）と想定される。これは当時の民家としては、柱穴の直径が大きく、建築物遺構の規模も大きい。また、戒場遺跡周辺には、寺院の痕跡を示すとみられる「ダイモン」「カネノカイト」「ゴマヤマ」「ドウバタ」「ドウザカ」の小字名がある。「ダイモン」は「大門」、「カネノカイト」は「鐘の垣内」、「ゴマヤマ」は「護摩山」、「ドウバタ」は「堂端」、「ドウサカ」は「堂坂」の意とみられる。このうち「ダイモン- 大門」は、戒長寺からまっすぐ南方へ伸びる町道の延長線上にあることから、かつて参道の「大門（山門）」が存在した場所の名残と推測でき、前述の町道は、かつての参道であった可能性が高いと考えられる。以上のことから戒場遺跡は、戒長寺の旧境内と一致する可能性が非常に高く、かつての戒長寺旧境内は、現在の戒場集落の広範囲を占めていたと考えられている。

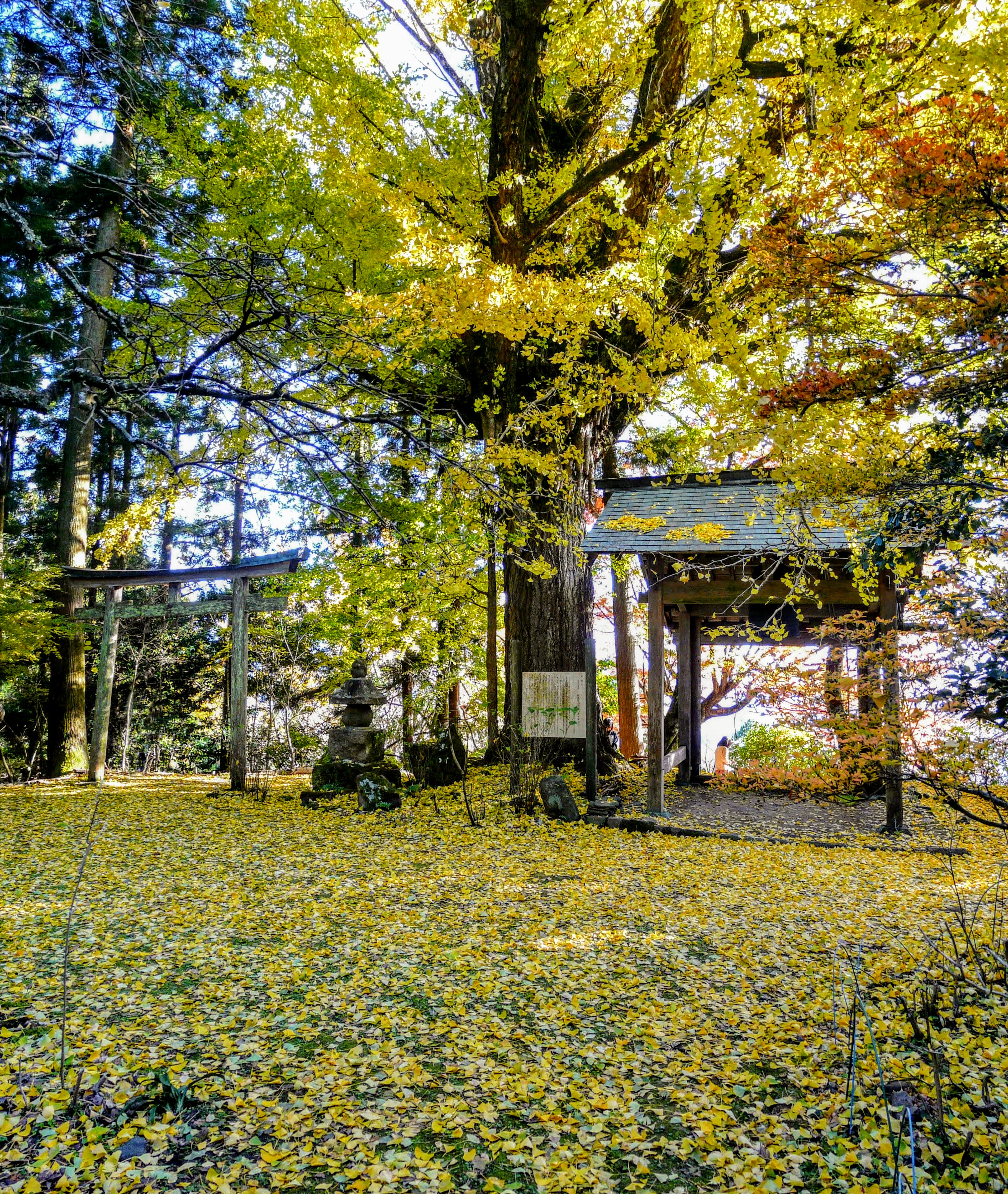
戒長寺の大イチョウ

### 仏像
以下の仏像を所蔵する。本尊の薬師三尊は秘仏である。
- 木造薬師如来及び両脇侍像（薬師三尊） - 中尊（本尊）
- 木造薬師如来坐像 - 半丈六の坐像で、本尊薬師三尊が秘仏であるため、その「御前立」として安置されている。
- 千手観音坐像
- 毘沙門天立像
- 地蔵菩薩半跏像

木造薬師如来及び両脇侍像（薬師三尊） - 中尊の薬師如来坐像、左脇侍の日光菩薩立像、右脇侍の月光菩薩立像からなる三尊像である。薬師如来坐像は、榧（かや）材、日光菩薩立像、月光菩薩立像は檜材が用いられている。3体ともに内刳（うちぐり）のない、一木彫像である。薬師如来坐像は像高84cmで、平安時代前期の重厚な趣があるが、頭部や胸の厚みは薄く、温和な丸い顔立ちや簡素な衣文の表現には、地方色が認められる。日光菩薩は像高101.3cmで、頭部と躰体の比率もよく、肉どりも穏やかで、軽やかな量感把握をみせる造形に平安後期の特色が窺える。
「御前立」の木造薬師如来坐像は、半丈六（高さ134.6cm）の坐像である。寄木造で檜材が用いられ、左手に薬壺を持つ一般的な像容である。伏し目の温雅な表情や、なだらかな肉取り、均整のとれた体躯、整理された衣文の表現などに、平安時代後期の定朝様の作風の特色が窺える。

### 境内
境内は、戒場山中腹にあり、脇道もあるが、通常は参道の長い石段を登る。境内に入るとすぐに、幹周り約４ｍ、高さ約30ｍの大イチョウがあり、11月中頃から12月初旬頃に、紅葉により落葉したイチョウの葉で境内が黄色に染まることで知られている。大イチョウのすぐ右横に五輪塔が建ち、五輪塔右横には、かつて神仏習合時代の戒長寺鎮守社の戒場神社鳥居が建つ。大イチョウ左横には鐘楼門が建つ。堂宇は本堂、寺務所のみで、本堂右側方に、戒場神社社務所、本堂右後方に戒場神社拝所、本殿が建つ。戒長寺と戒場神社境内の境界を示すものはなく、参道も戒長寺と戒場神社が共有し、神仏習合時代の名残を残す。
- 本堂 - 江戸時代末期、元治元年（1864年）の建立[注 2]。
- 鐘楼門 - 本堂と同時期の建立。銅鐘は、1291年鋳造で国の重要文化財[4]。
- 戒場神社 - 戒長寺本堂右手後方に位置するかつての鎮守社 - 祭神：大山祇命[5]。元々は、戒長寺の鎮守社として薬師如来の眷属（けんぞく）である守護神の十二神将が祀られていたが、明治維新後の神仏分離令によって、戒場区の氏神として大山祇命を祀るようになった。社伝によると、昔、里人が戒場山に入り狐狼に襲われた時に、この神が現れ救われたことにより氏神として祀るようになったと伝わる[6]。

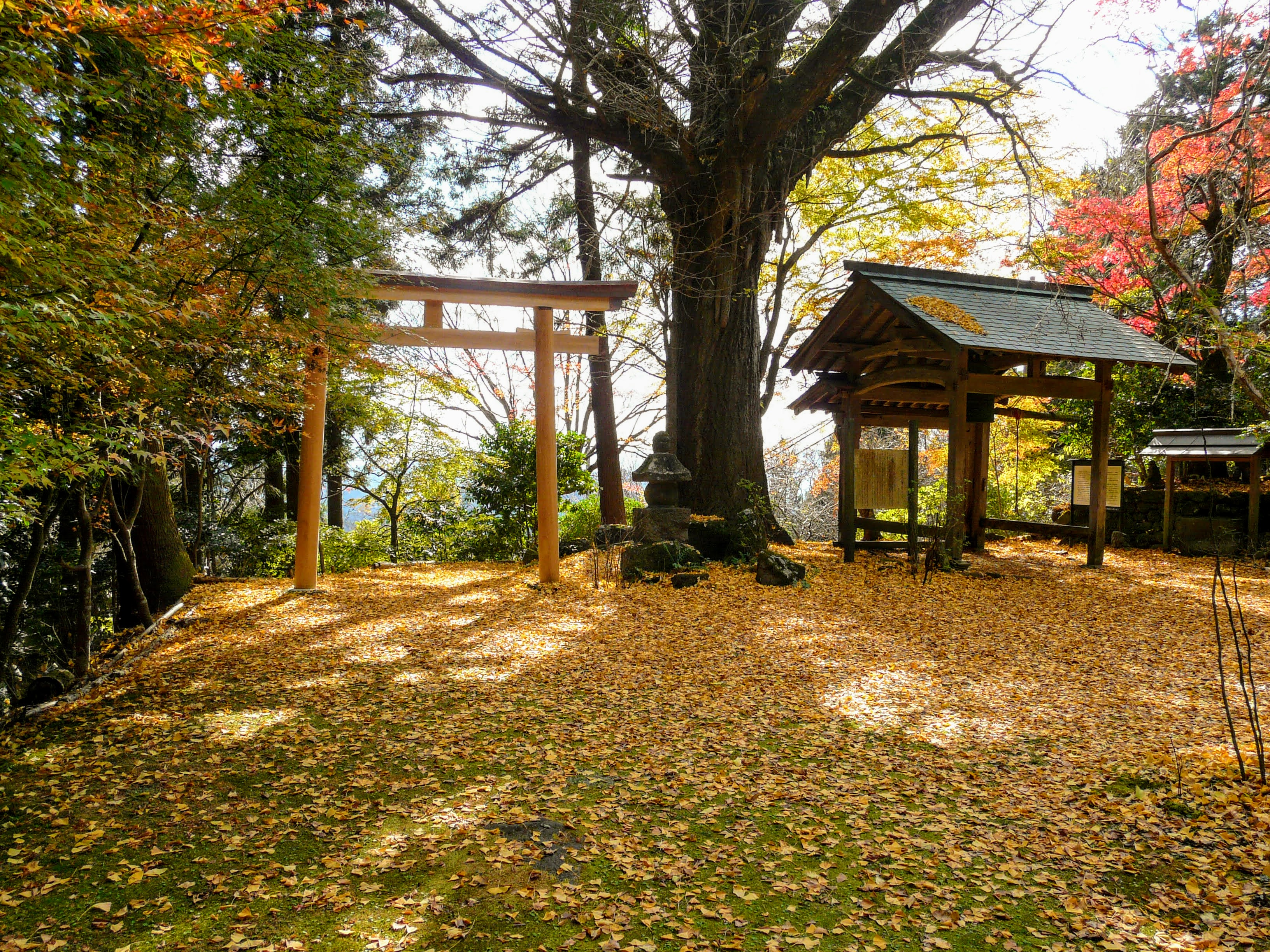
戒長寺の鐘楼門と戒場神社の鳥居
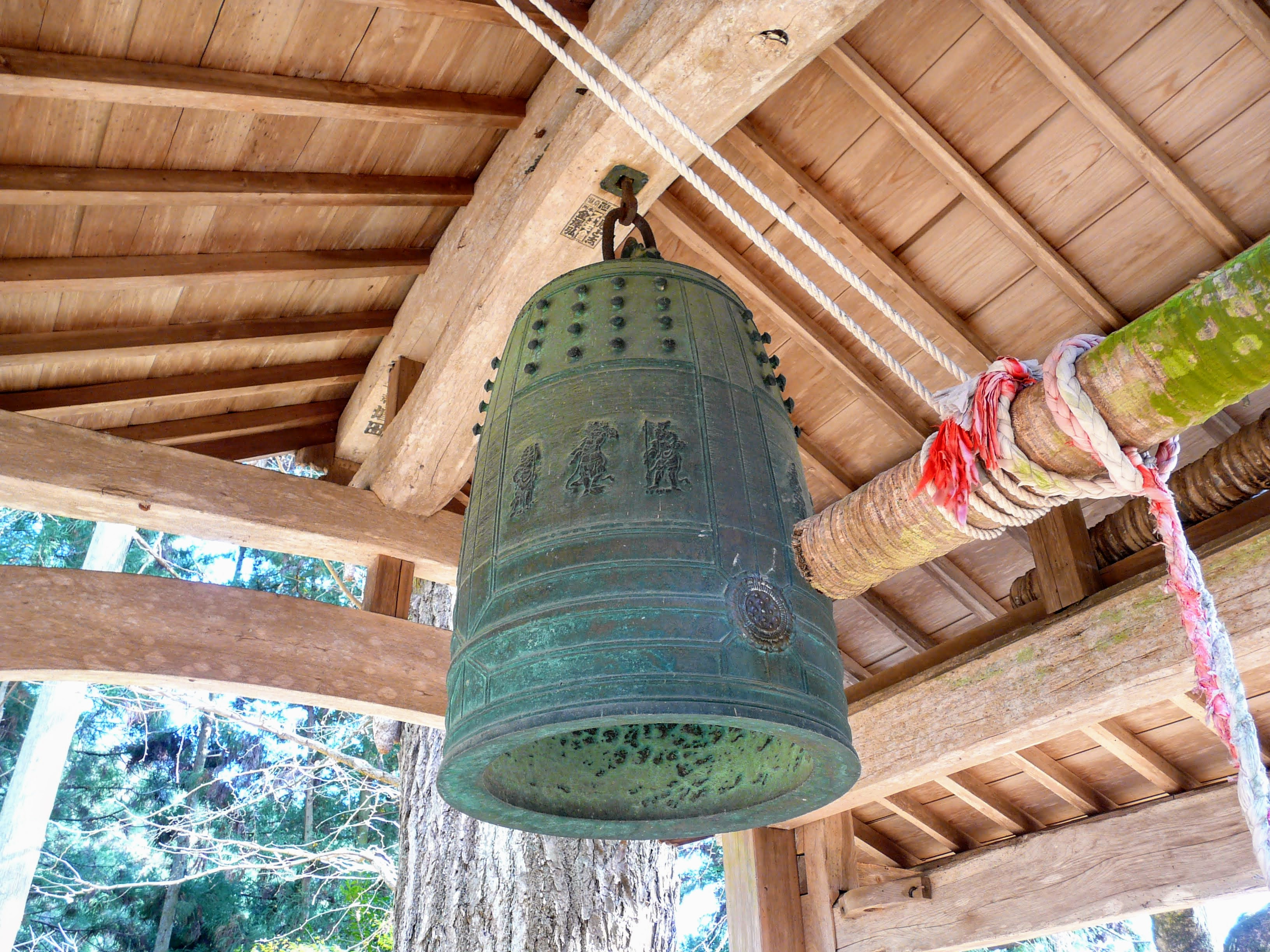
戒長寺の銅鐘
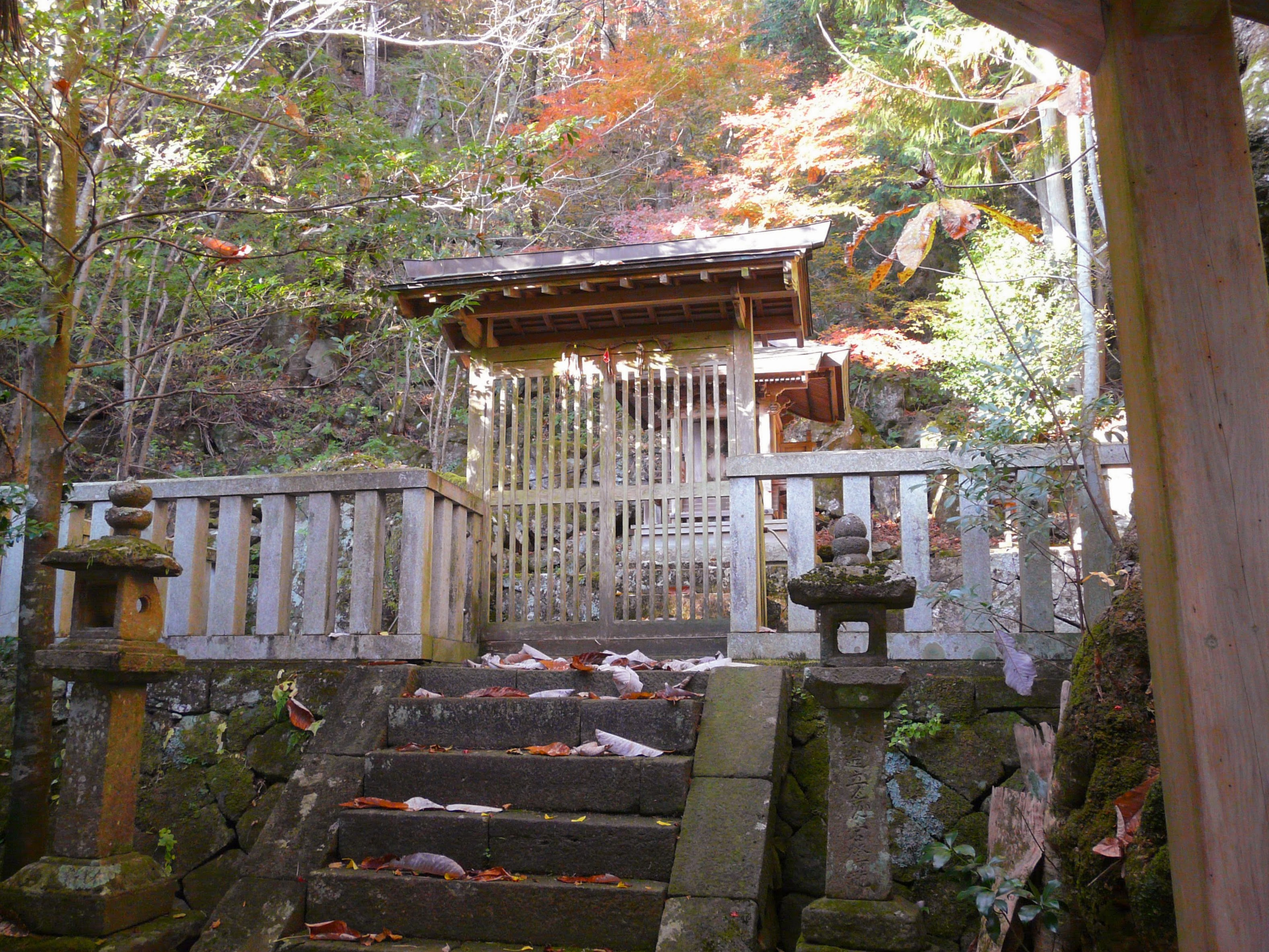
戒場神社本殿

## 文化財

### 重要文化財（国指定）
- 銅鐘－1940年（昭和15年）10月14日指定。「戒長寺之薬師仏鐘正応四年三月十三日」の銘があり、1291年（正応4年）の鋳造と推測される[4]。鐘身に薬師如来の眷属（けんぞく）である十二神将像を鋳出する珍しい銅鐘である[注 2]。

### 奈良県指定文化財
- 木造薬師如来及両脇侍像：1996年（平成8年）3月22日指定[7]。中尊の薬師如来坐像、両脇侍の日光菩薩立像、月光菩薩立像からなる薬師三尊像である。
- 木造薬師如来坐像：1998年（平成10年）3月20日指定[7]。半丈六の薬師如来坐像。

### 奈良県指定天然記念物
- 戒長寺のお葉つきイチョウ：1978年（昭和53年）3月28日指定[7]。大きさは、幹周り約４ｍ、高さ約30ｍの大イチョウで、「お葉つきイチョウ」と呼ばれ、葉に種子を付ける珍しい特徴がある。イチョウは、コケ植物・シダ植物などの原始的な胞子植物と、種子を作る高等な種子植物との中間性的な位置づけで、受精に際してイチョウ精子と呼ばれる精虫ができ、それは植物進化系統学で有名な事象である。また、イチョウの中でも、お葉つきイチョウと呼ばれる珍しい個体があり、シダ類が胞子を葉につける胞子葉と呼ばれるのと同様に、種子を葉につける現象があり進化系統を示す証拠として、学術上極めて貴重な研究資料として知られている。県の天然記念物に指定されている[8][9][10]。
- 戒場神社のホオノキの巨樹：1978年（昭和53年）3月28日指定[7]。大きさは、幹周り約6.2ｍ、高さは約15ｍで、樹齢は300年以上と想定されている[3]。ホオノキは、モクレン科に属する日本特産の植物であり、古くはホオガシワと呼ばれていた。葉は長さ35ｃｍ、幅20ｃｍ以上と大きく芳香があり[注 4]、古来、食物を包んだとされ、そのことからホオノキ（包の木）と呼ばれるようになったとする説がある[3][11]。樹皮は漢方薬に用いられ、木材の質は均質で加工しやすいため、建具、刀の鞘（さや）、下駄の歯、彫刻材等様々に利用された[12]。そのため、早くから切り出され老木は少ない[注 4]。

## アクセス
- 近鉄大阪線「榛原駅」から奈良交通「針インター」行きバスで７分「玉立」バス停下車、徒歩約４０分
- 近鉄大阪線「榛原駅」から奈良交通「天満台東３丁目」行きバスで８分「天満台東２丁目」バス停下車、徒歩約３０分